# Stanoje Glavaš

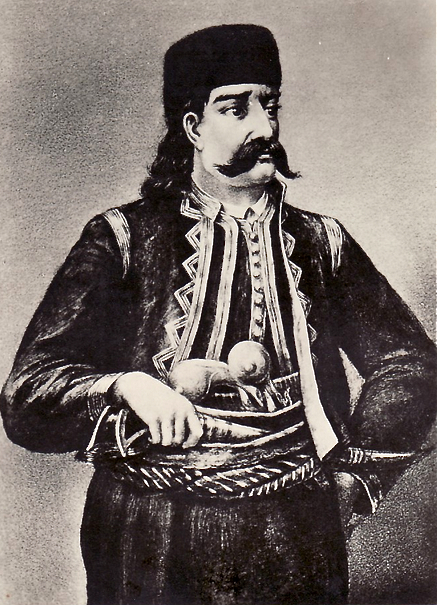
Stanoje Glavaš

Stanoje Stamatović Glavaš (kyrill. Станоје Стаматовић Главаш; * 1763 in Salevac bei Smederevska Palanka; † 1815 in Baničina bei Smederevska Palanka) war ein Wojwodenführer während des Ersten Serbischen Aufstandes und Heiduck.

## Leben
Stanoje Glavaš wurde 1763 in Salevac (heute Glibovac) bei Smederevska Palanka als das jüngste von drei Kindern geboren. Den Zunamen Glavaš, zu deutsch Haupt oder Kopf, bekam er wahrscheinlich als Heiduckenanführer. Nach dem Tod des Vaters heiratete die Mutter erneut und zog mit Stanoje nach Smederevska Palanka, während die zwei älteren Söhne Petar und Janko in Salevac blieben. Wann Stanoje Glavaš sich den Heiducken anschloss, ist nicht bekannt. Um 1790 wird er zusammen mit Stanko Arambašić und Lazar Dobrić als Anführer einer Heiduckengruppe im Russisch-Österreichischen Türkenkrieg von 1787 bis 1792 genannt. Nach dem Frieden von Swischtow kehrten er und Lazar Dobrić nach Zentralserbien zurück. Hier kämpften er und seine Heiducken gegen den eigenmächtigen Osman Pazvantoğlu, diesen unterstützten die in Zentralserbien stationierten Janitscharen. Stanoje Glavaš galt zu dieser Zeit als der Heiduckenführer des Distriktes von Smederevo. Unter seinem Befehl dienten eine Zeit lang Karađorđe wie auch Veljko Petrović; mit letzterem sollte sich Glavaš verschwägern.

## Erster Serbischer Aufstand
Als die Serben den Ersten Serbischen Aufstand gegen das Osmanische Reich vorbereiteten, war Stanoje Glavaš einer der Hauptkandidaten für den Anführer des Aufstandes. Er lehnte ab und schlug stattdessen Karađorđe vor, der dann auch tatsächlich zum Anführer gewählt wurde. Glavaš wurde zum Wojwoden des Distriktes Smederevo. Er zeichnete sich in der Schlacht von Deligrad sowie bei der Eroberung von Belgrad 1806 aus. Mit gut 2.500 Infanteristen, 500 Reitern und einer einzigen Kanone entriss er den Osmanen Prokuplje und Kuršumlija. Später kämpften er und seine Soldaten in der Gegend zwischen Niš und Novi Pazar.
Als der Aufstand 1813 letztlich fehlschlug und die Osmanen das aufständische Serbien zurückeroberten, zog sich Glavaš zunächst zurück, um beim Versuch eines zweiten Aufstandes 1814, dem so genannten Hadschi Prodanović-Aufstand, der aber niedergeschlagen wurde, wieder aktiv zu werden. Glavaš wurde im Dorf Baničina bei Smederevska Palanka aufgespürt und dort umgebracht, sein Kopf wurde neben anderen an den Mauern der Festung von Belgrad aufgehängt. Glavaš’ Schwester konnte den Osmanen später den enthaupteten Kopf ihres Bruders abkaufen und begrub diesen mitsamt den Leichnam auf dem Grund der Kirche des hl. Erzengels in Baničina.